# Ryansoro
Ryansoro é uma das onze comunas existentes na província de Gitega, no Burundi.